# NGC 7792
NGC 7792 (другие обозначения — PGC 73066, MCG 3-1-6, ZWG 456.7) — спиральная галактика (Sb) в созвездии Пегас.
Этот объект входит в число перечисленных в оригинальной редакции «Нового общего каталога».